# Jan Packan
Jan Packan (ur. 17 stycznia 1866 w Chyrowie – zm. 18 czerwca 1957 w Krakowie) - stolarz, ślusarz, działacz ruchu socjalistycznego, spółdzielczego i zawodowego. 

## Życiorys
Syn Piotra, rolnika a następnie kuśnierza, i Marii Iwanejko. Po ukończeniu szkoły ludowej w Chyrowie, pracował jako stolarz w Chyrowie i w Samborze. Odbył służbę wojskową w 77 p. piechoty w Samborze, oraz w Centralnym Wojskowym Zakładzie Karnym w Möllersdorf (K. u. K. Militärstrafanstalt Möllersdorf) pod Wiedniem (1886-1889); którą zakończył w stopniu kaprala. Zatrudnił się jako stolarz w warsztatach kolejowych w Przemyślu (1889-1891), i w Nowym Sączu (1892-1899). Wstąpił do  stowarzyszenia oświatowo-zapomogowego „Siła” (1892-) i Galicyjskiej Partii Socjaldemokratycznej (1894-), która w 1897 zmieniła nazwę na Polską Partię Socjaldemokratyczną Galicji i Śląska Cieszyńskiego – PPSD. Represjonowany był kilkakrotnie przez władze kolejowe przenoszony, m.in. do Milówki w pow. żywieckim (1899-), Żywca (1900-), gdzie był organizatorem lokalnej komórki Stowarzyszenia Zawodowego Robotników Kolejowych i Personelu Kolejowego, i do Dębicy (1906-). 
Od 1908 mieszkał w Podgórzu, od 1915 dzielnicy Krakowa, zatrudniony na stacji Kraków–Płaszów. Zamieszczał korespondencje w pismach socjalistycznych „Prawo Ludu”, „Naprzód” i „Kolejarz”. Po odzyskaniu niepodległości, do chwili przejścia na emeryturę w 1929, pracował jako szef magazynu. Był przewodniczącym koła Związku Zawodowego Pracowników Kolejowych RP (ZZK) w Podgórzu–Płaszowie, zastępcą prezesa Zarządu Okręgowego ZZK w Krakowie (1920-1926 i 1935-1937), wchodził w skład władz ZZK jako wiceprzewodniczący (1918-1919), członek zarządu (1922-1924 i 1927-1929), honorowy prezes (1929-1931), członek Centralnego Sądu Związkowego (1931-1937), jego przewodniczący (1933-), przewodniczący Zarządu Głównego ZZK (1937-1939). W 1925 był sądzony za współkierownictwo masowymi wystąpieniami robotniczymi w 1923 w Krakowie, został jednakże uniewinniony.
Był aktywnym działaczem Polskiej Partii Socjalistycznej (PPS) wszystkich szczebli oraz członkiem krakowskiej Rady Miejskiej (1918-1931). Po powstaniu warszawskim ewakuowany do Pruszkowa, następnie do Krakowa.
Działalność w PPS kontynuował po wyzwoleniu. Od 1948 należał do Polskiej Zjednoczonej Partii Robotniczej. 
Pochowany został na cmentarzu Rakowickim w Krakowie. 
Odznaczony m.in. Orderem Sztandaru Pracy II kl.